# Niebla ceruchoides
Niebla ceruchoides är en lavart som beskrevs av Rundel & Bowler. Niebla ceruchoides ingår i släktet Niebla och familjen Ramalinaceae.   Inga underarter finns listade i Catalogue of Life.